# Turkse koffie

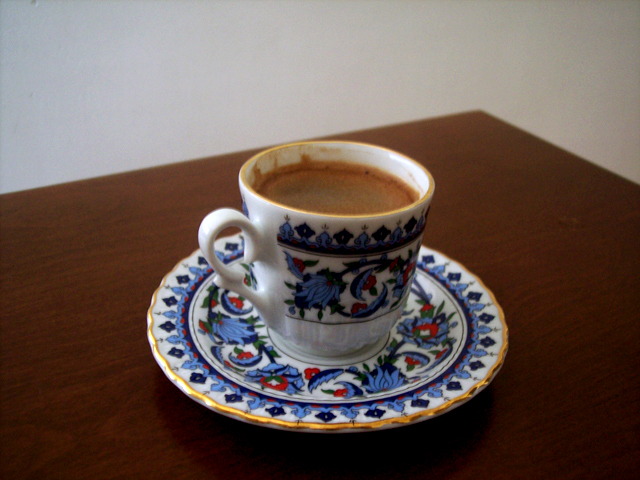
Turkse koffie

Turkse koffie (Turks: kahve) of kookkoffie is een methode om koffie te bereiden die in gebruik is in Turkije, de Arabische wereld, de Balkan en de Kaukasus. Deze koffie wordt bereid met behulp van een cezve (djezwe), een speciaal koffiepannetje.
Turkse koffie is, in verhouding met gewone koffie, kort gebrand en zeer fijn gemalen. De koffie wordt samen met eenzelfde hoeveelheid suiker in een cezve gedaan. Hier wordt water aan toegevoegd en het geheel wordt op het vuur langzaam tot vlak onder het kookpunt gebracht. De koffie moet net niet koken. Zodra de koffie begint te schuimen wordt deze van het vuur gehaald. Naargelang het land of een bepaald gebruik wordt de koffie soms nog een aantal keer aan het schuimen gebracht. Om de koffieprut te laten bezinken worden wel eens een paar druppels koud water toegevoegd. Ten slotte wordt de koffie met koffieprut en al in een klein kopje geschonken.

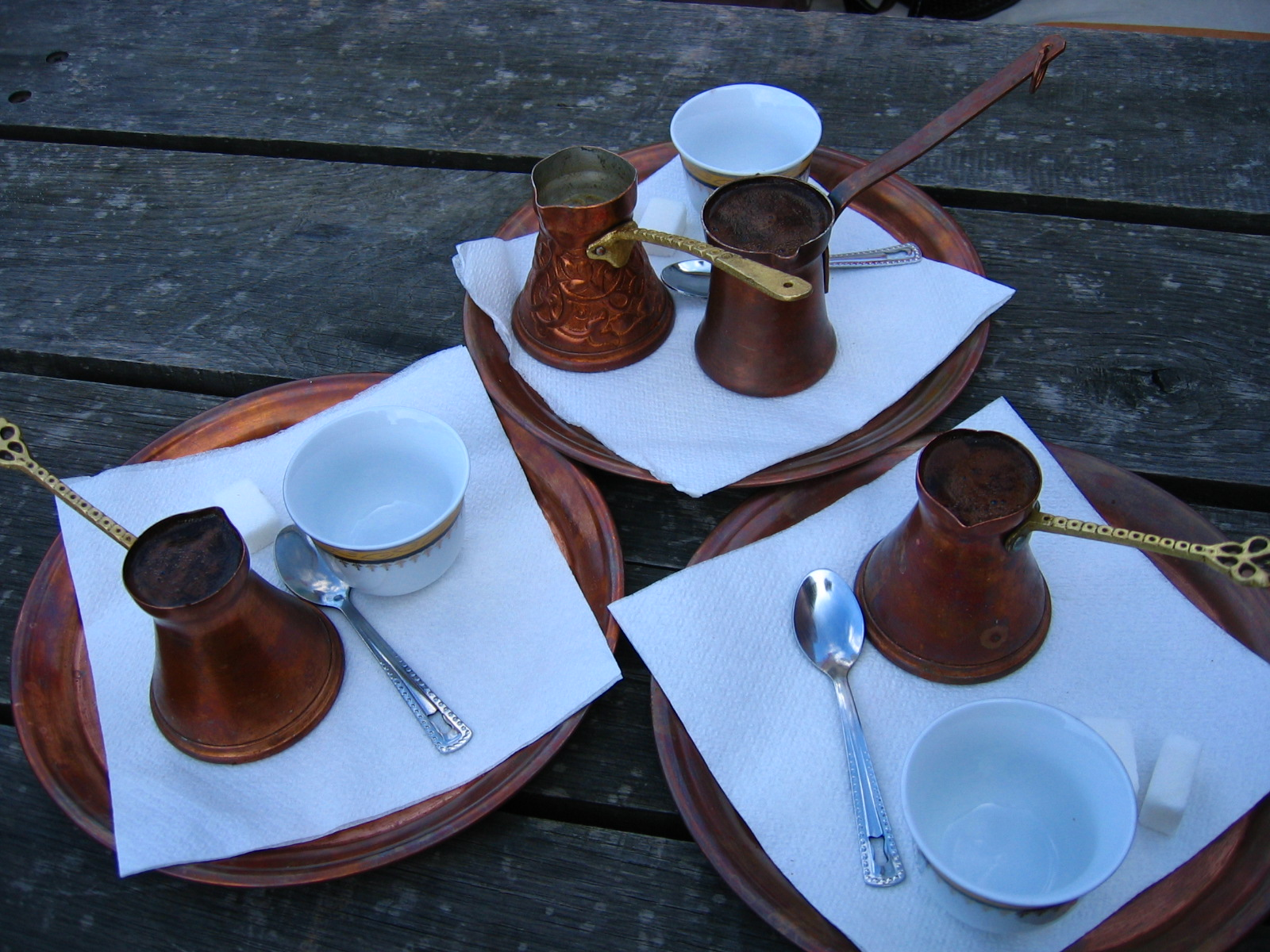
Drie cezve's gevuld met Turkse koffie

Omdat Turkse koffie nogal sterk is wordt deze meestal geserveerd met een glas water. Dit dient ook om de smaak in de mond te neutraliseren na het drinken van de koffie. Het is Turks gebruik om niet meer dan een kopje te drinken per gelegenheid. Het is de bedoeling, dat de koffie niet helemaal opgedronken wordt zodat het koffiedik in het kopje achterblijft. Ter vermaak wordt dit soms gebruikt voor koffiedik kijken.
De cultuur en traditie van het drinken van Turkse koffie werd in 2013 door UNESCO uitgeroepen tot immaterieel werelderfgoed.

## Rol in de folklore
Turkse koffie speelt een rol in een folkloristisch gebruik, wanneer een jongen om de hand van een meisje komt vragen. De aanstaande bruid zet dan koffie terwijl haar vader en de toekomstige bruidegom met elkaar praten. In plaats van suiker doet ze dan zout in de koffie van de bruidegom om op die manier zijn reactie te testen. Als de jongen kwaad wordt is hij kennelijk geen goede echtgenoot. Als hij het kopje leegdrinkt zonder ook maar iets te laten merken is het kennelijk een karaktervolle man. Dit verhaal kent verschillende varianten. Zo zouden meisjes die niet willen trouwen de koffie expres vies maken door middel van zout of een andere manier, zodat de potentiële schoonouders haar als ongeschikte bruid voor hun zoon zouden zien.